# Гастон Жуліа
Гастон Моріс Жуліа́ (3 лютого 1893 — 19 березня 1978) був французьким математиком, який розробив формулу для множини Жуліа́. Його твори популяризував Бенуа Мандельброт; фрактали Жуліа́ і Мандельброта тісно пов'язані. Незалежно від П'єра Фату він заснував сучасну теорію голоморфної динаміки.

## Військова служба
Жуліа́ народився в алжирському містечку Сіді-бель-Аббес, на той час під владою французів. У юності він захоплювався математикою та музикою. Його навчання було перервано у віці 21 року, коли Франція втягнулася в Першу світову війну і Жуліа був призваний служити в армії. Під час нападу він отримав важку травму, втративши ніс. Його численні операції, щоб виправити ситуацію, були невдалими, і до кінця свого життя він змирився з носінням шкіряного ремінця навколо місця, де був його ніс.

## Кар'єра в математиці
Жуліа привернув увагу своєю математичною роботою у віці 25 років, у 1918 році, коли його 199-сторінковий Mémoire sur l'itération des fonctions rationnelles («Мемуари про ітерацію раціональних функцій») був представлений у Journal de Mathématiques Pures et Appliquées. Ця стаття здобула величезну популярність серед математиків і принесла йому Гран-прі математичних наук Французької академії наук у 1918 році. Але після цього короткого моменту слави його роботи були здебільшого забуті, доки Бенуа Мандельброт не згадав про них у своїх роботах про фрактали у французькій книзі Les Objets Fractals: Forme, Hasard et Dimension, пізніше перекладеній у 1977 як Fractals: Form, Chance and Dimension.
19 березня 1978 року Жуліа помер в Парижі у віці 85 років.
Жулія був батьком Марка Жуліа́, французького хіміка-органіка, який винайшов олефінування Жулії.

## Окремі публікації
- Oeuvres, 6 vols., Paris, Gauthier-Villars 1968-1970 (eds. Jacques Dixmier, Michel Hervé, with foreword by Julia)
- Leçons sur les Fonctions Uniformes à Point Singulier Essentiel Isolé, Gauthier-Villars 1924[16] (rédigées par P. Flamant)
- Eléments de géométrie infinitésimale, Gauthier-Villars 1927
- Cours de Cinématique, Gauthier-Villars 1928, 2nd edition 1936[17]
- Exercices d'Analyse, 4 vols., Gauthier-Villars, 1928–1938, 2nd edition 1944, 1950
- Principes Géométriques d'Analyse, 2 vols., Gauthier-Villars, 1930,[18] 1932[19]
- Essai sur le Développement de la Théorie des Fonctions de Variables Complexes, Gauthier-Villars 1933[20]
- Introduction Mathématique aux Theories Quantiques, 2 vols., Gauthier-Villars 1936, 1938,[21] 2nd edition 1949, 1955
- Eléments d'algèbre, Gauthier-Villars 1959
- Cours de Géométrie, Gauthier-Villars 1941
- Cours de géométrie infinitésimale, Gauthier-Villars, 2nd edition 1953
- Exercices de géométrie, 2 vols., Gauthier-Villars 1944, 1952
- Leçons sur la représentation conforme des aires simplement connexes, Gauthier-Villars 1931, 2nd edition 1950
- Leçons sur la représentation conforme des aires multiplement connexes, Gauthier-Villars 1934
- Traité de Théorie de Fonctions, Gauthier-Villars 1953
- Leçons sur les fonctions monogènes uniformes d'une variable complexe, Gauthier-Villars 1917
- Étude sur les formes binaires non quadratiques à indéterminées réelles ou complexes, ou à indéterminées conjuguées, Gauthier-Villars 1917